# Hrabstwo Daviess (Kentucky)

Piramida wieku hrabstwa

Hrabstwo Daviess – hrabstwo w USA, w stanie Kentucky. Według danych z 2007 roku, hrabstwo zamieszkiwało 93756 osób. siedzibą hrabstwa jest Owensboro.

## Miasta
- Owensboro
- Whitesville

## CDP
- Maceo
- Masonville